# Fabian Klinck
Fabian Klinck (* 30. März 1976 in Kiel) ist ein deutscher Jurist und Hochschullehrer an der Ruhr-Universität Bochum.

## Leben
Klinck begann im Wintersemester 1995/96 ein Studium der Rechtswissenschaften an der Universität Trier. Nach einem Auslandssemester an der Universität Ferrara legte er 2000 sein Erstes Juristisches Staatsexamen in Rheinland-Pfalz ab. In der Folge arbeitete er bis Juli 2001 als Mitarbeiter am Zentrum für deutsches und italienisches Recht und Dozent für deutsches Recht und deutsche Sprache an der Universität Ferrara. Danach kehrte er nach Deutschland zurück, um sich seiner Promotion zu widmen, an der er als wissenschaftlicher Mitarbeiter von Hans Josef Wieling in Trier arbeitete und im Februar 2004 abschloss. Gleichzeitig leistete Klinck sein Referendariat am Oberlandesgericht Hamburg ab, das er im November 2004 mit dem Zweiten Staatsexamen abschloss. Ab Dezember 2004 arbeitete er als wissenschaftlicher Assistent von Wolfgang Hau an der Universität Passau. Bei diesem schloss er im Sommer 2009 seine Habilitation ab und erhielt die venia legendi für die Fächer Bürgerliches Recht, Zivilverfahrensrecht, Römisches Recht und Privatrechtsgeschichte der Neuzeit.
Im Sommersemester 2009 vertrat Klinck einen Lehrstuhl an der Universität Göttingen. Seit dem folgenden Wintersemester 2009/10 hat er den Lehrstuhl für Bürgerliches Recht, Römisches Recht und Europäisches Privatrecht an der Universität Bochum inne. 2013 wurde der Lehrstuhl in Lehrstuhl für Bürgerliches Recht, Römisches Recht und Zivilverfahrensrecht umbenannt.
Klinck ist verheiratet und Vater von drei Kindern.

## Veröffentlichungen (Auswahl)
- Erwerb durch Übergabe an Dritte nach klassischem römischen Recht. Duncker & Humblot, Berlin 2004, ISBN 978-3-428-11562-4. (Dissertation)
- Die Grundlagen der besonderen Insolvenzanfechtung – Gläubiger- und Vertrauensschutz im Übergang vom Prioritäts- zum Gleichbehandlungsgrundsatz. De Gruyter, Berlin, New York 2011, ISBN 978-3-89949-803-5. (Habilitationsschrift)